# Carta oberta a les dones del món
La Carta oberta a les dones del món va ser llegida per Eleanor Roosevelt a la 29a sessió plenària de l'Assemblea General de les Nacions Unides, celebrada a Londres el 12 de febrer del 1946.

Al prendre la paraula, Eleanor Roosevelt informa que les representants i delegades de les Nacions Unides han redactat una declaració adreçada a les dones dels seus respectius països i demana als representant reunits en aquesta sessió, que quan tornin als seus països, col·laborin en la difusió d'aquesta declaració, ja que considera que totes les dones han de tenir l'oportunitat de conèixer aquesta carta:
| « | An Open Letter to the women of the world from the women delegates ans advisers at the first Assembly of the United Nations: This first Assembly of the United Nations marks the second attempt of the peoples of the world to live peacefully in a democratic world community. This new chance for peace was won through the joint efforts of men and women working for common ideals of human freedom at a time when the need for united effort broke down barriers of race creed and sex. In view of the variety of tasks which women performed so notably and valiantly during the war, we are gratified that seventeen women representatives and advisers, representatives of eleven Member States, are taking part at the beginning of this new phase of international effort. We hope their participation in the work of the United Nations Organization may grow and may increase in insight and in skill. To this end we call on the Governments of the world to encourage women everywhere to take a more active part in national and international affairs, and on women who are conscious of their opportunities to come forward and share in the work of peace and reconstruction as they did in war and resistance. We recognize that women in various parts of the world are at different stages of participation in the life of their community, that some of them are prevented by law from assuming full rights of citizenship, and that they therefore may their immediate problems somewhat differently. Finding ourselves in agreement on these points, we wish as a group to advise the women of all our countries of our strong belief that an important opportunity and responsibility confront the women of the United Nations: first, to recognize the progress women have made during the war and to participate actively in the effort to improve the standards in their own countries and in the pressing work of reconstruction, so that there will be qualified women ready to accept responsibility when new opportunities arise; second, to train their children, boys and girls alike, to understand world problems and the need for international co-operation, as well as the problems of their own countries; third, not to permit themselves to be misled by anti-democratic movements now or in the future; fourth, to recognize that the goal of full participation in the life and responsibilities of their countries and of the world community is a common objective toward which the women of the world should assist one another. | Carta oberta dirigida a les dones del món, per les dones que han participat com a representants o assessores en la primera Assemblea de les Nacions Unides: Aquesta primera Assemblea de les Nacions Unides és el segon intent que fan els pobles del món de viure en pau en una comunitat democràtica mundial. Aquesta nova oportunitat de pau es va aconseguir gràcies als esforços conjunts d'homes i dones realitzats en pro de l'ideal comú de llibertat humana en un moment en què la necessitat d'un esforç mancomunat va trencar les barreres de raça, credo i sexe. Tenint en compte la varietat de tasques que les dones van realitzar tan notablement i valentament durant la guerra, ens complau que disset representants i assessores que representants onze Estats membres, participin a l'inici d'aquesta nova fase d'esforç internacional. Confiem que la seva participació en els treballs de l'Organització de les Nacions Unides augmentarà en importància i es carecteritzarà per una major comprensió i penetració. Amb aquesta finalitat, demanem als governs del món que encoratgin les dones de tot el món a participar més activament en els afers nacionals i internacionals i que les dones siguin conscients de les seves oportunitats que brinda el moment actual de participar i treballar en la pau i la reconstrucció, de la mateixa manera que ho va fer en la guerra i la resistència. Reconeixem que les dones de diverses parts del món es troben en diferents etapes de participació en la vida social i política de la seva comunitat, i que hi ha països en què la llei impedeix que les dones assumeixin tots els drets de la ciutadania i que, per tant, els seus problemes immediats siguin diferents. Trobant-nos d'acord en aquests punts, el nostre grup desitja exposar a les dones de tots els nostres països la nostra ferma convicció que a les dones de les Nacions Unides se'ls presenta una important oportunitat i se'ls ofereix una gran responsabilitat: primer, reconèixer el progrés que han fet les dones durant la guerra tot participant activament en l'esforç per millorar el nivell de vida en els seus propis països i en el treball urgent de la reconstrucció, de manera que hi ha dones capacitades disposades a assumir responsabilitats quan sorgeixin noves oportunitats; segon, formar els seus fills i filles per a què entenguin els problemes mundials i la necessitat de la cooperació internacional, així com els problemes dels seus propis països; tercer, no deixar-se enganyar per moviments antidemocràtics ni ara ni en el futur; quart, reconèixer que la seva plena participació en la vida i les responsabilitats dels seus països i de la comunitat mundial és un objectiu comú, cap al qual les dones del món haurien d'ajudar-se mútuament. | » |

En acabar la lectura, Eleanor Roosevelt recordà a tota l'Assemblea que "tenen la responsabilitat d'infondre als nostres pobles el convenciment que les Nacions Unides poden ser un instrument per aconseguir la pau, si hi dediquem la mateixa energia que despleguem per guanyar la guerra".
La carta va ser signada per Eleanor Roosevelt (Estats Units); Marie-Hélène Lefaucheaux (França); Minerva Bernardino, (República Dominicana); Bodil Begtrup (Dinamarca); Frieda Dalen (Noruega); Hilda Verwey-Jonker (Països Baixos) i altres onze delegades de l'Assemblea General.